# رينيه أوبري
رينيه أوبري (بالفرنسية: René Aubry)‏ هو ملحن فرنسي، ولد في 1956 في ريميرمون في فرنسا.

## وصلات خارجية
- الموقع الرسمي
- رينيه أوبري على موقع IMDb (الإنجليزية)
- رينيه أوبري على موقع ميوزك برينز (الإنجليزية)
- رينيه أوبري على موقع أول ميوزيك (الإنجليزية)
- رينيه أوبري على موقع ديسكوغز (الإنجليزية)
- رينيه أوبري على موقع قاعدة بيانات الفيلم (الإنجليزية)